# 帕里塔區
8°0′0″N 80°30′36″W / 8.00000°N 80.51000°W
帕里塔區（西班牙語：Distrito de Parita），是巴拿馬的一個行政區，位於該國中南部，由埃雷拉省負責管轄，始建於1558年8月18日，面積352.8平方公里，海拔高度120米，2010年人口8,885，人口密度每平方公里25.18人。